# Olympische Sommerspiele 2024/Teilnehmer (Peru)
| Gelbes Symbol für Goldmedaillen mit stilisierten Olympischen Ringen | Graues Symbol für Silbermedaillen mit stilisierten Olympischen Ringen | Braundes Symbol für Bronzemedaillen mit stilisierten Olympischen Ringen |
| ------------------------------------------------------------------- | --------------------------------------------------------------------- | ----------------------------------------------------------------------- |
| —                                                                   | —                                                                     | 1                                                                       |

Peru nahm an den Olympischen Spielen 2024 vom 26. Juli bis zum 11. August 2024 in Paris teil. Es war die insgesamt 21. Teilnahme an Olympischen Sommerspielen.

## Medaillen

### Medaillenspiegel
| Rang   | Sportart | Gold | Silber | Bronze | Gesamt |
| ------ | -------- | ---- | ------ | ------ | ------ |
| 1      | Segeln   | –    | –      | 1      | 1      |
| Gesamt | Gesamt   | 0    | 0      | 1      | 1      |

### Medaillengewinner
| Name/n            | Sportart | Wettkampf |
| ----------------- | -------- | --------- |
| Bronze            |          |           |
| Stefano Peschiera | Segeln   | Laser     |

## Teilnehmer nach Sportarten

### Badminton
Über die Race-to-Paris-Rangliste erhielt Inés Castillo einen Quotenplatz im Fraueneinzel.
| Athleten      | Wettbewerb | Gruppenphase | Gruppenphase       | Gruppenphase | Gruppenphase | Achtelfinale  | Achtelfinale  | Viertelfinale | Viertelfinale | Halbfinale    | Halbfinale    | Finale / Platz 3 | Finale / Platz 3 | Rang |
| Athleten      | Wettbewerb | Gegner       | Ergebnis           | Punkte       | Rang         | Gegner        | Ergebnis      | Gegner        | Ergebnis      | Gegner        | Ergebnis      | Gegner           | Ergebnis         | Rang |
| ------------- | ---------- | ------------ | ------------------ | ------------ | ------------ | ------------- | ------------- | ------------- | ------------- | ------------- | ------------- | ---------------- | ---------------- | ---- |
| Frauen        |            |              |                    |              |              |               |               |               |               |               |               |                  |                  |      |
| Inés Castillo | Einzel     | N. Arın      | 0:2 (16:21, 17:21) | 0            | 3            | ausgeschieden | ausgeschieden | ausgeschieden | ausgeschieden | ausgeschieden | ausgeschieden | ausgeschieden    | ausgeschieden    | 27   |
| Inés Castillo | Einzel     | A. Ōhori     | 0:2 (12:21, 8:21)  | 0            | 3            | ausgeschieden | ausgeschieden | ausgeschieden | ausgeschieden | ausgeschieden | ausgeschieden | ausgeschieden    | ausgeschieden    | 27   |

### Fechten
María Luisa Doig gewann das amerikanische Qualifikationsturnier in San José und qualifizierte sich damit nach 2008 und 2021 für ihre dritten Olympischen Spiele.
| Athleten         | Wettbewerb   | 1. Runde           | 1. Runde | 2. Runde      | 2. Runde      | Achtelfinale  | Achtelfinale  | Viertelfinale | Viertelfinale | Halbfinale / Klassifikation | Halbfinale / Klassifikation | Finale / Platzierung | Finale / Platzierung | Rang |
| Athleten         | Wettbewerb   | Gegner             | Ergebnis | Gegner        | Ergebnis      | Gegner        | Ergebnis      | Gegner        | Ergebnis      | Gegner                      | Ergebnis                    | Gegner               | Ergebnis             | Rang |
| ---------------- | ------------ | ------------------ | -------- | ------------- | ------------- | ------------- | ------------- | ------------- | ------------- | --------------------------- | --------------------------- | -------------------- | -------------------- | ---- |
| Frauen           |              |                    |          |               |               |               |               |               |               |                             |                             |                      |                      |      |
| María Luisa Doig | Degen Einzel | K. T. Abdul Rahman | 14:15    | ausgeschieden | ausgeschieden | ausgeschieden | ausgeschieden | ausgeschieden | ausgeschieden | ausgeschieden               | ausgeschieden               | ausgeschieden        | ausgeschieden        | 33   |

### Judo
Über die IJF-Weltrangliste konnte sich ein peruanischer Judoka im Halbleichtgewicht der Männer qualifizieren.
| Athleten      | Wettbewerb       | 1. Runde | 1. Runde | 2. Runde | 2. Runde | Achtelfinale  | Achtelfinale  | Viertelfinale | Viertelfinale | Halbfinale / Trostrunde | Halbfinale / Trostrunde | Finale / Platz 3 | Finale / Platz 3 | Rang |
| Athleten      | Wettbewerb       | Gegner   | Ergebnis | Gegner   | Ergebnis | Gegner        | Ergebnis      | Gegner        | Ergebnis      | Gegner                  | Ergebnis                | Gegner           | Ergebnis         | Rang |
| ------------- | ---------------- | -------- | -------- | -------- | -------- | ------------- | ------------- | ------------- | ------------- | ----------------------- | ----------------------- | ---------------- | ---------------- | ---- |
| Männer        |                  |          |          |          |          |               |               |               |               |                         |                         |                  |                  |      |
| Juan Postigos | Klasse bis 66 kg | M. Piras | 0s2:10s1 | —        | —        | ausgeschieden | ausgeschieden | ausgeschieden | ausgeschieden | ausgeschieden           | ausgeschieden           | ausgeschieden    | ausgeschieden    | 17   |

### Leichtathletik
Peruanische Leichtathleten hatten die Olympianormen in mehreren Wettbewerben erreicht. Im Marathon der Frauen hatten mehr als drei Frauen die Normzeit von 2:26:50 Stunden unterboten, sodass das NOK wählen durfte, welche drei Athletinnen an den Start gehen durften.
Laufen und Gehen
| Athleten                                     | Wettbewerb             | Vorlauf | Vorlauf | Halbfinale | Halbfinale | Finale    | Finale | Rang |
| Athleten                                     | Wettbewerb             | Zeit    | Rang    | Zeit       | Rang       | Zeit      | Rang   | Rang |
| -------------------------------------------- | ---------------------- | ------- | ------- | ---------- | ---------- | --------- | ------ | ---- |
| Frauen                                       |                        |         |         |            |            |           |        |      |
| Luz Mery Rojas                               | Marathon               | —       | —       | —          | —          | 2:37:24 h | 62     | 62   |
| Gladys Tejeda                                | Marathon               | —       | —       | —          | —          | 2:35:36 h | 56     | 56   |
| Thalía Valdivia                              | Marathon               | —       | —       | —          | —          | 2:29:01 h | 18     | 18   |
| Mary Luz Andía                               | 20 km Gehen            | —       | —       | —          | —          | 1:29:24 h | 12     | 12   |
| Kimberly García León                         | 20 km Gehen            | —       | —       | —          | —          | 1:30:10 h | 16     | 16   |
| Evelyn Inga                                  | 20 km Gehen            | —       | —       | —          | —          | 1:28:16 h | 8      | 8    |
| Männer                                       |                        |         |         |            |            |           |        |      |
| Cristhian Pacheco                            | Marathon               | —       | —       | —          | —          | DNF       | DNF    | DNF  |
| Luis Henry Campos                            | 20 km Gehen            | —       | —       | —          | —          | 1:22:00 h | 26     | 26   |
| César Augusto Rodríguez                      | 20 km Gehen            | —       | —       | —          | —          | DNF       | DNF    | DNF  |
| Mixed                                        |                        |         |         |            |            |           |        |      |
| César Augusto Rodríguez Kimberly García León | Marathon Gehen (Mixed) | —       | —       | —          | —          | 2:51:56 h | 4      | 4    |

### Rudern
Bei der amerikanischen Qualifikationsregatta konnten sich zwei peruanische Boote bei den Frauen für die Olympischen Spiele in Paris qualifizieren.
| Athleten                          | Wettbewerb                  | Vorlauf     | Vorlauf | Vorlauf       | Hoffnungslauf | Hoffnungslauf | Hoffnungslauf | Viertelfinale | Viertelfinale | Viertelfinale  | Halbfinale    | Halbfinale    | Halbfinale    | Finale      | Finale | Rang |
| Athleten                          | Wettbewerb                  | Zeit        | Rang    | Qualifikation | Zeit          | Rang          | Qualifikation | Zeit          | Rang          | Qualifikation  | Zeit          | Rang          | Qualifikation | Zeit        | Rang   | Rang |
| --------------------------------- | --------------------------- | ----------- | ------- | ------------- | ------------- | ------------- | ------------- | ------------- | ------------- | -------------- | ------------- | ------------- | ------------- | ----------- | ------ | ---- |
| Frauen                            |                             |             |         |               |               |               |               |               |               |                |               |               |               |             |        |      |
| Adriana Sanguineti                | Einer                       | 8:03,87 min | 5       | Hoffnungslauf | 8:07,05 min   | 2             | Viertelfinale | 7:57,84 min   | 5             | Halbfinale C/D | 7:49,31 min   | 6             | D-Finale      | 7:49,31 min | 6      | 24   |
| Alessia Palacios Valeria Palacios | Leichtgewichts-Doppelzweier | 7:32,68 min | 3       | Hoffnungslauf | 7:28,58 min   | 4             | C-Finale      | —             | —             | —              | ausgeschieden | ausgeschieden | ausgeschieden | 7:12,27 min | 2      | 14   |

### Schießen
| Athleten                       | Wettbewerb | Qualifikation   | Qualifikation | Finale          | Finale        |
| Athleten                       | Wettbewerb | Ringe/ Scheiben | Rang          | Ringe/ Scheiben | Rang          |
| ------------------------------ | ---------- | --------------- | ------------- | --------------- | ------------- |
| Frauen                         |            |                 |               |                 |               |
| Daniella Borda                 | Skeet      | 116             | 19            | ausgeschieden   | ausgeschieden |
| Männer                         |            |                 |               |                 |               |
| Nicolás Pacheco                | Skeet      | 122             | 6             | 17              | 6             |
| Mixed                          |            |                 |               |                 |               |
| Daniella Borda Nicolás Pacheco | Skeet      | 139             | 13            | ausgeschieden   | ausgeschieden |

### Schwimmen
Peru profitierte von der Neuverteilung ungenutzter Quotenplätze im 10 km Freiwasserschwimmen bei den Frauen, sodass dort eine Athletin an den Start gehen kann. Bei den Beckenwettbewerben konnten noch keine peruanischen Schwimmer die olympischen Normzeiten des Weltverbandes erreichen.
| Athleten            | Wettbewerb       | Vorlauf     | Vorlauf | Halbfinale    | Halbfinale    | Finale        | Finale        | Rang |
| Athleten            | Wettbewerb       | Zeit        | Rang    | Zeit          | Rang          | Zeit          | Rang          | Rang |
| ------------------- | ---------------- | ----------- | ------- | ------------- | ------------- | ------------- | ------------- | ---- |
| Frauen              |                  |             |         |               |               |               |               |      |
| McKenna de Bever    | 200 m Lagen      | 2:17,61 min | 29      | ausgeschieden | ausgeschieden | ausgeschieden | ausgeschieden | 29   |
| Maria Bramont-Arias | 10 km Freiwasser | —           | —       | —             | —             | 2:12:44,7 min | 21            | 21   |
| Männer              |                  |             |         |               |               |               |               |      |
| Joaquín Vargas      | 400 m Freistil   | 3:54,59 min | 29      | —             | —             | ausgeschieden | ausgeschieden | 29   |

### Segeln
Bei den Segel-Weltmeisterschaften 2023 erreichte Peru einen Startplatz im Laser der Männer. Bei den Panamerikanischen Spielen 2023 kam ein weiterer Startplatz im Laser Radial bei den Frauen hinzu. Im Rahmen der Neuverteilung ungenutzter Quotenplätze erhielt man einen Startplatz im Windsurfen der Frauen.
| Athleten            | Wettbewerb        | Qualifikation | Qualifikation | Medal Race    | Medal Race    | Punkte | Rang   |
| Athleten            | Wettbewerb        | Punkte        | Rang          | Punkte        | Rang          | Punkte | Rang   |
| ------------------- | ----------------- | ------------- | ------------- | ------------- | ------------- | ------ | ------ |
| Frauen              |                   |               |               |               |               |        |        |
| María Belén Bazo    | Windsurfen iQFoiL | 103           | 7             | Halbfinale    | Halbfinale    | —      | 4      |
| Florencia Chiarella | Laser Radial      | 196           | 32            | ausgeschieden | ausgeschieden | 196    | 32     |
| Männer              |                   |               |               |               |               |        |        |
| Stefano Peschiera   | Laser             | 62            | 3             | 18            | 9             | 80     | Bronze |

### Surfen
Bei den Panamerikanische Spiele 2023 sicherte sich mit Lucca Mesinas der erste peruanische Surfer einen Startplatz für die Olympischen Spiele. Bei den ISA World Surfing Games 2024 konnte das Team um zwei weitere Plätze erweitert werden.
| Athleten      | Wettbewerb | 1. Runde | 1. Runde | 2. Runde    | 2. Runde    | 3. Runde      | 3. Runde      | Viertelfinale | Viertelfinale | Halbfinale    | Halbfinale    | Finale / Platz 3 | Finale / Platz 3 | Rang |
| Athleten      | Wettbewerb | Punkte   | Rang     | Gegner      | Ergebnis    | Gegner        | Ergebnis      | Gegner        | Ergebnis      | Gegner        | Ergebnis      | Gegner           | Ergebnis         | Rang |
| ------------- | ---------- | -------- | -------- | ----------- | ----------- | ------------- | ------------- | ------------- | ------------- | ------------- | ------------- | ---------------- | ---------------- | ---- |
| Frauen        |            |          |          |             |             |               |               |               |               |               |               |                  |                  |      |
| Sol Aguirre   | Shortboard | 4,30     | 2        | S. Yang     | 4,50:8,67   | ausgeschieden | ausgeschieden | ausgeschieden | ausgeschieden | ausgeschieden | ausgeschieden | ausgeschieden    | ausgeschieden    | 17   |
| Männer        |            |          |          |             |             |               |               |               |               |               |               |                  |                  |      |
| Lucca Mesinas | Shortboard | 11,10    | 3        | J. Robinson | 10,83:16,87 | ausgeschieden | ausgeschieden | ausgeschieden | ausgeschieden | ausgeschieden | ausgeschieden | ausgeschieden    | ausgeschieden    | 17   |
| Alonso Correa | Shortboard | 14,33    | 1        | Freilos     | Freilos     | J. Smith      | 15:12,2       | R. Inaba      | 10,50:10,16   | K. Vaast      | 9,60:10,96    | G. Medina        | 12,43:15,54      | 4    |